# Ichneumon salutator
Ichneumon salutator är en stekelart som beskrevs av Rossi 1790. Ichneumon salutator ingår i släktet Ichneumon och familjen brokparasitsteklar. Inga underarter finns listade i Catalogue of Life.